# ザンボラー
ザンボラーは、特撮テレビドラマ『ウルトラマン』をはじめとする「ウルトラシリーズ」に登場する架空の怪獣。別名は灼熱怪獣。

## 『ウルトラマン』に登場するザンボラー
『ウルトラマン』第32話「果てしなき逆襲」に登場。
高温で赤く光り輝く透明な背びれを有する4足怪獣。人間が自分の生息地を工場建設のために破壊したことに怒り、鎌倉の宮ノ森の民間住宅開発工事現場に突如出現して暴れだす。頭部・背中の突起を発光させて対象を爆発・炎上させる能力を持つ。これによって山火事を起こしたり鬼山の森の化学工場群を破壊して東京に進撃し、出動したM4中戦車を数台炎上させる。地底深くにいても地表では大火災が発生するほどの超高熱の体温（10万度）により、科学特捜隊の冷凍弾すら有効な手段とはなりえず、ウルトラマンにも熱光線を浴びせて一時は優勢に立つが、投げ飛ばされて気絶したところをスペシウム光線で倒される。
- スーツアクター：鈴木邦夫[出典 6]
  - 当初は中島春雄の予定だったが、スーツの寸法が合わなかったため、鈴木邦夫に変更されたという[15][16]。
- デザインは成田亨で、モチーフはライオン[出典 7]。
- スーツはガヴァドンBの改造[出典 8][注釈 2]。角と背中の発光部分には40ワットの電球を大量に仕込んでいた[出典 9]。背中の突起は透明ポリエステル樹脂製[出典 10]。
- 準備稿では、ウルトラマンに冷凍液で凍結され、スペシウム光線で蒸発して倒されるという流れであった[15][22]。
- 撮影時には爆発と火勢が強かったといい、機電の倉方茂雄はスタジオの東京美術センター側から苦情が寄せられ、以後の撮影では火薬が控えめになったと証言している[15]。また、現場を見学していた子役の山村哲夫は、ザンボラーが4足歩行であるにもかかわらず、火勢が強いために鈴木が立ち上がってしまうことが何度もあったと証言している[15]。
  - 上記のように4足歩行であるが、かつてポピーによってソフビ化された際には、後ろ足だけで立ち上がった2足歩行の姿となっていた[23]。後年、改めてバンダイによってソフビ化された際には、元のデザインに沿った4足歩行の姿となっている[24]。
- 書籍などではウルトラマンがザンボラーに馬乗りになったスチールが多用されるが、作中にそういうシーンはない[8]。
- 書籍『ウルトラ怪獣列伝』（2008年）では、特殊な一芸に秀でた怪獣の先駆けと評している[7]。

## 『ウルトラマンパワード』に登場するザンボラー
『ウルトラマンパワード』第7話「灼熱の復讐」（米国版サブタイトル：FIRES BELOW）に登場。『ウルトラマン』の登場個体（原典）との区別から、玩具などではパワードザンボラーの名称が用いられている。
人間の自然環境破壊に怒り出現したとされる、山脈のように巨大な怪獣。原典より頭部は細く、身体は緑色で巨大化しており、背部に生えた赤い角や背びれが山火事を彷彿させる恐竜のような姿となっている。500度を超える体温によって周囲を自然発火させ、角や全身から発する熱波や超々高熱によってミサイルやビートルなど、あらゆる攻撃を融解させる。また、それらによる上昇気流で周囲を400度の高気圧帯に変えてハリケーンを現出させたうえ、周辺の大気を歪ませることによって衛星レーザー「サイクロープス・アイ」も湾曲させられて外される。さらには、ウルトラマンパワードのメガ・スペシウム光線を硬い外皮で防ぎきるが、パワードが祈るようにテレパシーを送ることによって説得され、どこかへ去る。
- デザインは前田真宏[27]。前田は生物的な解釈を挟む余地はなく、大地から生まれた存在と解釈している[27]。
- 着ぐるみは2人のスーツアクターによって演じられていた[27]。頭と尻尾はピアノ線による操演で表現されている[28]。
- 企画段階では「ザンボラー・ガイア」という名称候補があった[29]。

## その他
- 『ウルトラセブン』の未発表脚本「宇宙人15＋怪獣35」では、宇宙人連合によって蘇生されており、富士山麗に集結して東京を目指す怪獣軍団の中に名前が確認されている。
- 映画『大怪獣バトル ウルトラ銀河伝説 THE MOVIE』では、百体怪獣ベリュドラの右角を構成する怪獣の1体となっている[30]。同作のイメージボードにも姿が描かれていた[31]。
- 漫画『ウルトラマンSTORY 0』では、火山がそのまま怪物化した超巨大怪獣という設定で登場。放出したマグマを空中で自由に操る能力を持つ。同作独自のウルトラ戦士・カラレスの隙を突いて腹に閉じ込め、ウルトラマンタロウにも重傷を負わせるが、星の声を聞いて真の戦士として覚醒したタロウのストリウム光線とウルトラダイナマイトの連続攻撃を受け、倒される。
- 『大怪獣バトル』のEX7弾に技カードとして登場。スキルはザンボラーの特徴である「赤き閃光」。
- テレビアニメ『SSSS.GRIDMAN』では、新条アカネの部屋の棚にパワードザンボラーのフィギュアが飾られている[32]。
- 『ウルトラマンブレーザー』第2話では、ナグラ・テルアキの履歴が記載された地球防衛隊勤務記録書にザンボラーの名も記載されている。

### 過去の映像を流用しての登場
いずれも映像は初登場作品の流用。
『ウルトラマンZOFFY ウルトラの戦士VS大怪獣軍団』
暴れる様子とウルトラマンとの戦いをゾフィーが紹介している。
『甦れ!ウルトラマン』
ゼットン星人が暴れさせる怪獣の1体として登場。鎌倉近郊に出現し、分身したウルトラマンと戦う。